# Хмельницький кооперативний торговельно-економічний інститут
Хмельницький кооперативний торговельно-економічний інститут (ХКТЕІ) (англ. Khmelnytskyi Cooperative Trade and Economic Institute (KhCTEI)) — найдавніший освітній заклад торговельно-економічного профілю на Хмельниччині.

## Історія кооперативної освіти Хмельниччини
Історія кооперативної освіти Хмельниччини сягає 1920-х років, коли на Поділлі інтенсивно відроджується кооперативний рух. Зростаюча потреба споживчих товариств у кваліфікованих фахівцях зумовила відкриття у 1922 році Кам'янець-Подільського кооперативного технікуму. У навчальному закладі здійснювалась підготовка фахівців для системи губернської спілки (об'єднувала споживчу кооперацію сучасних Хмельницької, Вінницької, Одеської областей). У 1935 році через прикордонне положення Кам'янця-Подільського технікум передислоковано в Одесу. У Кам'янці-Подільському в 1935—1941 роках працював лише курсовий комбінат; після закінчення Другої Світової війни, у 1945—1946 роках — учбово-курсовий комбінат з підготовки фахівців масових кооперативних професій.
У 1946 році комбінат за рішенням правління Хмельницької облспоживспілки було перепрофільовано в Кам'янець-Подільську кооперативну школу, на базі якої у серпні 1957 року, за рішенням Укоопспілки, відкрито кооперативний технікум (вул. Огієнка, 28). Оскільки матеріально-технічна база установи недостатньо відповідала вимогам до підготовки висококваліфікованих фахівців, правлінням Хмельницької облспоживспілки ухвалюється рішення про будівництво технікуму в обласному центрі. У серпні 1959 року, після спорудження навчального корпусу в м. Хмельницькому на вул. Кам'янецькій, 3, навчальний заклад з Кам'янця-Подільського передислоковано за новою адресою і перейменовано на Хмельницький кооперативний технікум.
Технікум здійснював підготовку бухгалтерів, товарознавців, спеціалістів з організації заготівель, плановиків, організаторів торгівлі. До 1992 року в структурі технікуму працювало Хмельницьке кооперативне училище, де здійснювалась підготовка кадрів масових професій: обліковців, бухгалтерів, ревізорів, інвентаризаторів, продавців, заготовачів, швейників, кухарів, кондитерів, кухарів-офіціантів.
У 1966 році (100 років кооперативного руху в Україні) система споживчої кооперації Хмельниччини включала 20 райспоживспілок, 105 споживчих товариств, десять міжрайбаз, сім автопідприємств, 20 коопзаготпромів, 25 об'єднань кооперативної промисловості і тільки один навчальний заклад — Хмельницький кооперативний технікум, який повністю забезпечував потребу цих підприємств у кадрах. У 1970—1980 роках частка споживчої кооперації у загальному товарообороті складала близько 30 %. Бізнес-партнерами Хмельницької облспоживспілки у зовнішньоекономічній діяльності були представники Бельгії, Нідерландів, Фінляндії, Швеції, Італії, Болгарії, Японії, Кореї, Угорщини, Лівану, Чехії, Югославії та ін..
Упродовж усієї історії вищого навчального закладу вагому роль у розбудові його матеріально-технічної бази, формуванні інфраструктури відігравала діяльність очільників Хмельницької облспоживспілки — Іващенка М. Ф. (1944—1959 рр.), Глущака С. О. (1959—1975 рр.), Васильчука М. П. (1977—1999 рр.), Твердохліба С. С. (1999—2006 рр.), Токарчук В. С. (2006—2013 рр.), Філіпчук В. Р. (з 2013 р.).

## Керівники ХКТЕІ
Директорами технікуму у різні періоди його історії були Флоринський І. С., Дубовик Г. В., Терлига Є. А. З 1957 року директором Хмельницького кооперативного технікуму був Матюшин М. М.; у 1971—1977 рр. — Любицький Т. В. Сучасна інфраструктура, цілісний комплекс навчального закладу формується у період, коли технікум очолює Кучеренко М. В. (1977—2003 рр.).
З 2003 року заклад вищої освіти очолювала Людмила Миколаївна Коваль — доктор економічних наук, доцент, заслужений працівник освіти України. В 2021-2022 рр. заклад очолювала Вікторія Сергіївна Церклевич - кандидат, педагогічних наук, доцент.
З червня 2022 року до січня 2025 року заклад вищої освіти очолював Юрій Васильович Телячий — доктор історичних наук, професор, заслужений працівник культури України.

## Історія інституту
Відповідно до указу Президента України, датованого вереснем 1995 року, щодо реформування вищої освіти (зокрема, переходу до ступеневої системи навчання) наказом МОН України від 10 листопада 1995 року Хмельницький кооперативний технікум зараховано до ВНЗ І рівня акредитації і надано ліцензію на право підготовки молодших спеціалістів. Активні зміни в економічному житті держави, системі споживчої кооперації, структурі вищої освіти України, необхідність реалізації принципів ступеневої вищої освіти, попит регіонального ринку праці на фахівців торговельно-економічного спрямування зумовили реорганізацію у 2005 році Хмельницького кооперативного технікуму в Хмельницький торговельно-економічний коледж.

### Створення Інституту на базі коледжу
У 2008 році на базі коледжу створено Хмельницький кооперативний торговельно-економічний інститут, який став правонаступником реорганізованого коледжу. Коледж продовжує свою діяльність як відокремлений структурний підрозділ (Хмельницький кооперативний коледж ХКТЕІ).
З 2012 року у ХКТЕІ реалізовується програма ступеневої освіти «молодший спеціаліст — бакалавр — магістр» за спеціальностями: облік і оподаткування; фінанси, банківська справа та страхування; підприємництво, торгівля та біржова діяльність; готельно-ресторанна справа; менеджмент; маркетинг; право; комп'ютерна інженерія.
У 2017 році контингент студентів закладу вищої освіти складав майже дві тисячі осіб.
Станом на 1 січня 2024 року у закладі навчалися 444 студенти.

## Практична складова освітнього процесу

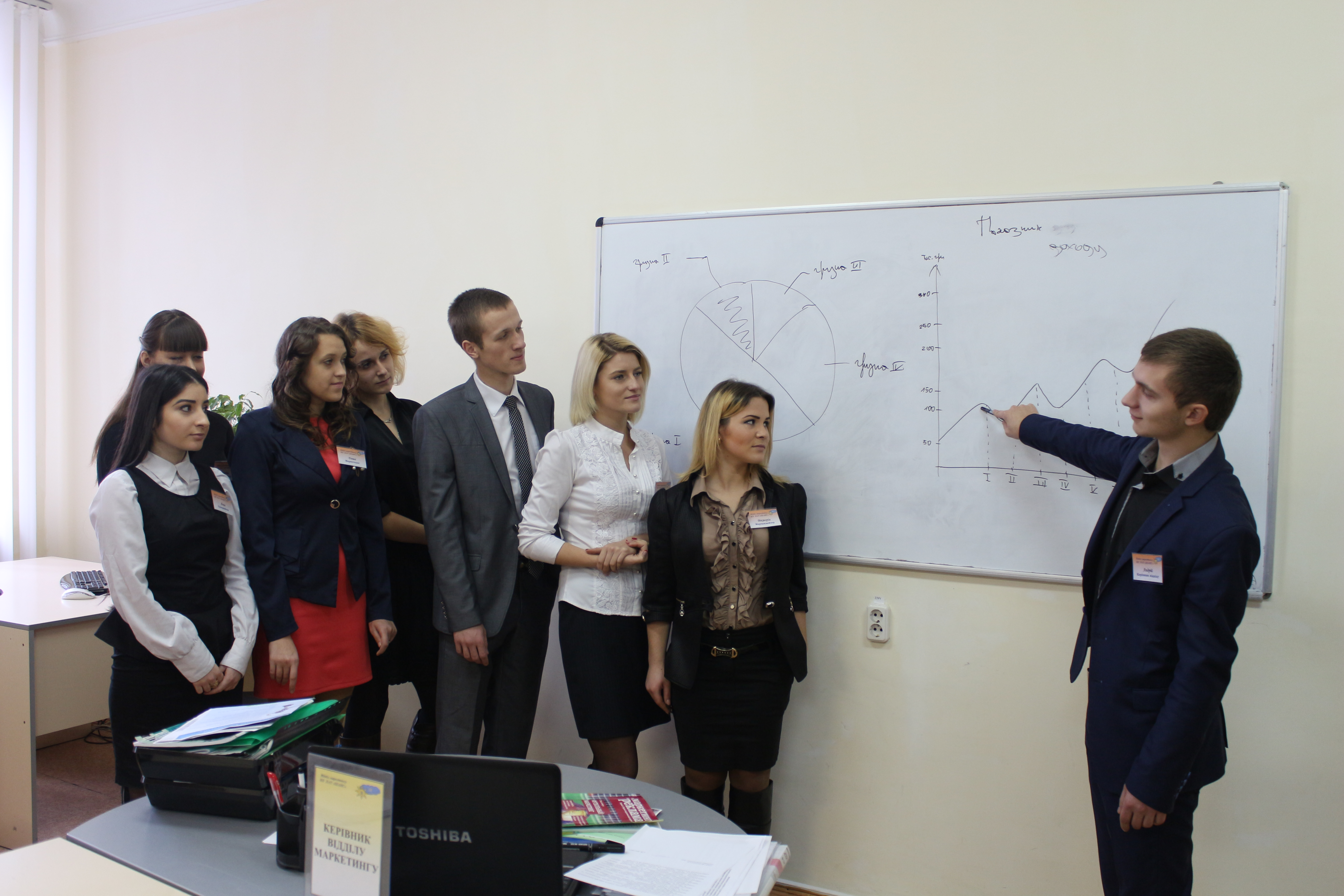
Навчання у форматі ділової гри. Департамент маркетингу ПАТ «Шанс»

Стратегічним пріоритетом діяльності ХКТЕІ у XXI столітті визначено вектор «від академізму до професіоналізму». Місією інституту є забезпечення взаємозв'язку «освіта — наука — виробництво» через реалізацію системного підходу до координації технологій навчання, формування корпоративної культури та сучасної системи управління на принципах ціннісного лідерства.
Реалізовуються програми: «Випускник — роботодавець», «Тренінгові технології професійного навчання», інститутська навчальна платформа «Віртуальне підприємство ПАТ „Шанс“», яка включає навчальний готель «Гостинність», лабораторію тренінгових технологій навчання «Мобільність», освітньо-соціальний проект «Майбутнє з Епіцентром К», навчально-виробниче підприємство інституту — кафе «Меркурій».
Механізм інтеграції ланок «наука — освіта — виробництво» в освітній діяльності ХКТЕІ базується на упровадженні інноваційного освітнього інструмента — віртуального підприємства ПАТ «Шанс», яке виступає центральним елементом навчальної платформи інституту. Таким чином працює структура: «кафедра — навчальна платформа (віртуальне навчальне підприємство ПАТ „Шанс“) — базове підприємство».
Віртуальне навчальне підприємство як інноваційний освітній інструмент ХКТЕІ — це навчальна платформа, діяльність якої побудована на змодельованих наскрізних ситуаціях, які виникають у фахової діяльності і реалізуються у формі навчально-дидактичної гри. У Хмельницькому кооперативному торговельно-економічному інституті охарактеризована навчальна платформа діє з 2005 року.
Для реального змістового наповнення підрозділів віртуального підприємства ПАТ «Шанс» використовуються результати роботи реальних підприємств — соціальних партнерів, а також діючих підприємств — структурних підрозділів інституту (НВК ХКТЕІ «Кафе „Меркурій“» з мережею буфетів, навчальний готель). Завдяки системній співпраці вдалося сформувати бази даних наскрізних ситуацій фахової діяльності, масиви первинних документів, що у сукупності з сучасними програмними продуктами формують могутнє, практико- та компетентісноорієнтоване освітнє середовище ХКТЕІ.
Пріоритетами формування рис ЗВО підприємницького типу у ХКТЕІ визначено:
- розвиток інфраструктури (центри підприємництва (бізнес-лабораторії і бізнес-інкубатори), реальні підприємства, віртуальні навчальні підприємства (у ХКТЕІ — ПАТ «Шанс»);
- бізнес-дослідження як пріоритет наукової діяльності;
- формування підприємницького способу мислення і поведінки студентів шляхом побудови навчального процесу на основі роботи у наскрізних ситуаціях професійної діяльності (у ХКТЕІ — технологія продуктивного навчання);
- виховання підприємницької культури та культивування духу підприємництва.

Реалізація науково-дослідних робіт, науково-дослідних проектів, програм практичної підготовки, фахових стажувань здійснюється на базі підприємств — соціальних партнерів ХКТЕІ: підприємств споживчої кооперації, ТОВ «Торговельно-сервісний центр „Кооператор“», мережі гіпермаркетів «Епіцентр К», Хмельницької торгово-промислової палати, державного підприємства «Хмельницький науково-виробничий центр стандартизації, метрології, сертифікації», Хмельницької митниці ДФС, ПАТ «Укрексімбанк», АТ «Ощадбанк», страхової компанії «Гарант», ПрАТ «Фірма Бакалія» та ін.

## Наукова діяльність
Станом на вересень 2017 року освітній процес у закладі вищої освіти забезпечують 112 науково-педагогічних та педагогічних працівників, з яких сім докторів наук, 37 кандидатів наук; з 2009 року захищено понад 20 кандидатських та докторських дисертацій, проведено більше 40 наукових форумів різних рівнів — від регіонального до міжнародного.
З 2009 року видається науковий часопис «Збірник наукових праць ХКТЕІ: Економічні науки».

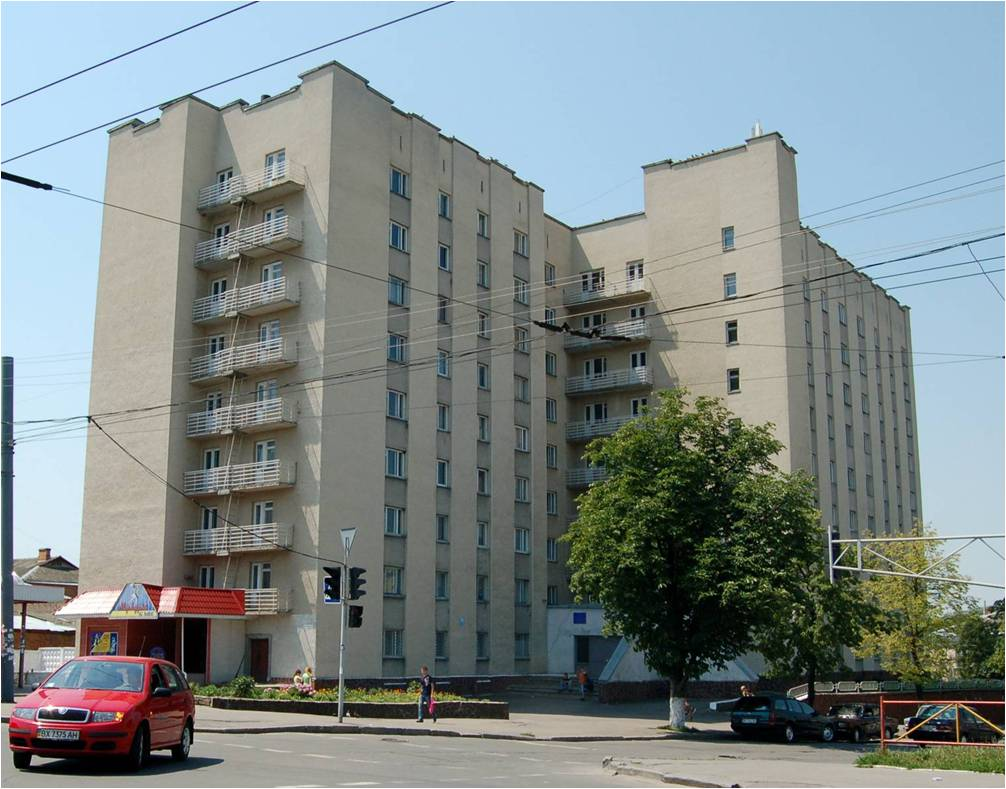
Студентський гуртожиток інституту

## Інфраструктура
Навчальний корпус, фізкультурно-оздоровчий комплекс площею 1300 м. кв., дев'ятиповерховий студентський гуртожиток на 500 місць, актова зала на 375 місць, навчально-виробничий комплекс кафе «Меркурій» з мережею студентських буфетів, навчальний готель «Комфорт Плюс», лабораторія тренінгових технологій навчання, кабінет співпраці з роботодавцями (створений у рамках проекту «Майбутнє з Епіцентр К»), 12 комп'ютерних лабораторій, серед них — спеціалізована навчальна лабораторія з обслуговування комп'ютерних систем і мереж.
Фізкультурно-оздоровчий комплекс ХКТЕІ — спортивна база, місце тренувань, оздоровлення, змагань, спортивних ігор, флеш-мобів. Тут створено умови для проведення занять із фізичного виховання та роботи секцій із легкої атлетики, баскетболу, шахів, багатоборства, міні-футболу, футзалу.
ФОК є місцем проведення заходів обласного, всеукраїнського та міжнародного рівнів — щорічних міських та обласних спартакіад, Всеукраїнських фінальних змагань з міні-футболу, настільного тенісу, волейболу, студентських спортивних ігор серед ЗВО Укркоопспілки, чемпіонату світу з гирьового спорту (2009 р.), міжнародних чемпіонатів з боксу пам'яті Євгена Кужельного (2011—2015 рр.) тощо.

Бібліотечний комплекс Хмельницького кооперативного торговельно-економічного інституту

Бібліотека ХКТЕІ — це автономний комплекс із трьох читальних зал, естетика середовища яких концептуально відтворює основні віхи генезису історії української культури та освіти (від античності до сучасної доби), трьох книгосховищ загальною площею понад 1500 м. кв.
Фонд бібліотеки перевищує 110 тис. примірників, до послуг відвідувачів — програми «Електронна бібліотека», «Бібліограф», «Інформаційне середовище». За майже 60-річну історію бібліотека ХКТЕІ еволюціонувала від скромної читальної зали і книгосховища до повноцінного науково-інформаційного осередку інституту.

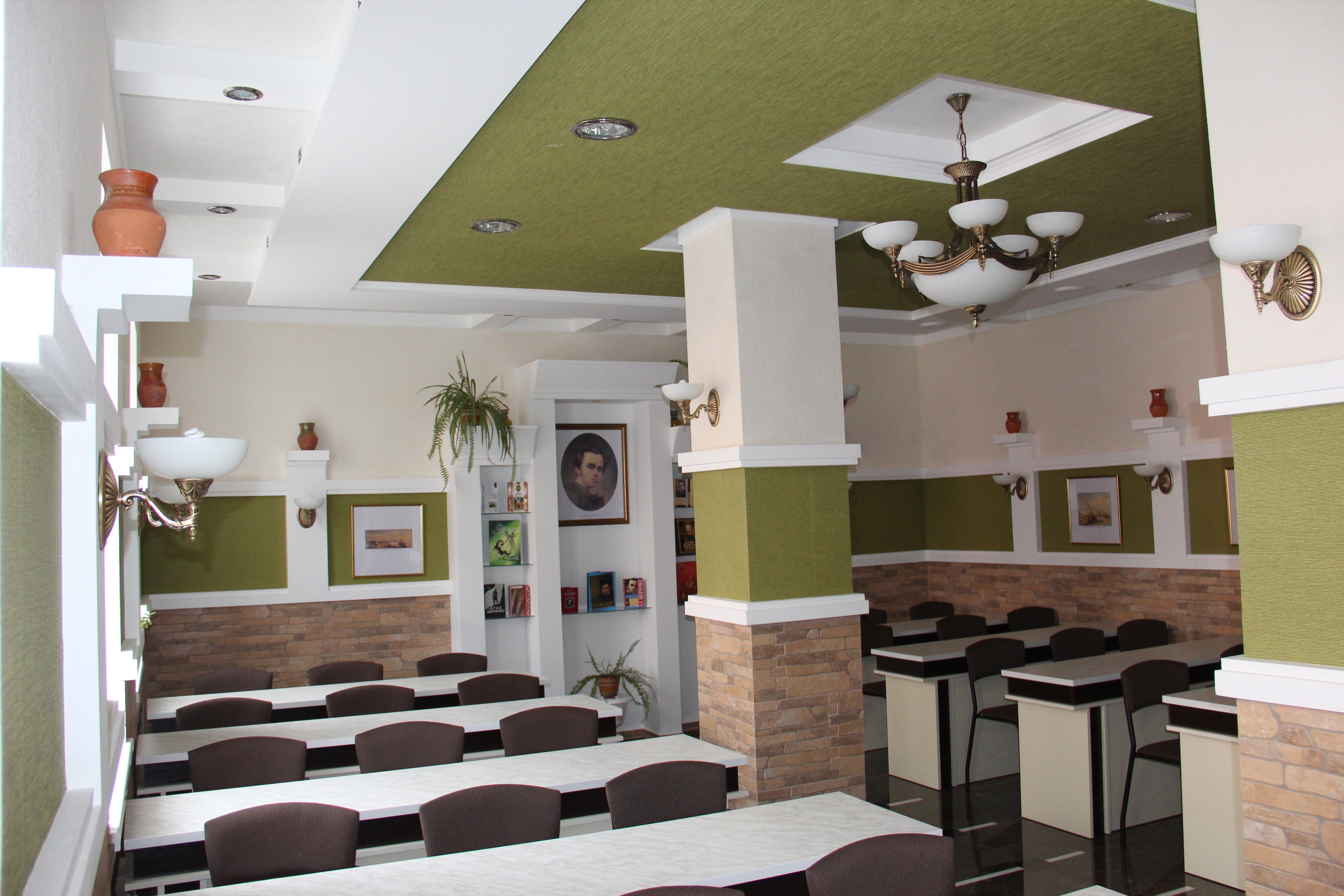
«Шевченківська зала» бібліотечного комплексу ХКТЕІ

У 2008 році розпочався новий етап роботи бібліотеки, відбулись масштабні реконструкції простору.
Бібліотека ХКТЕІ сьогодні — це три читальних зали — «Антична», «Шевченківська», зала української писемності, що послідовно втілюють основні етапи еволюції освіти і науки в Україні-Русі.

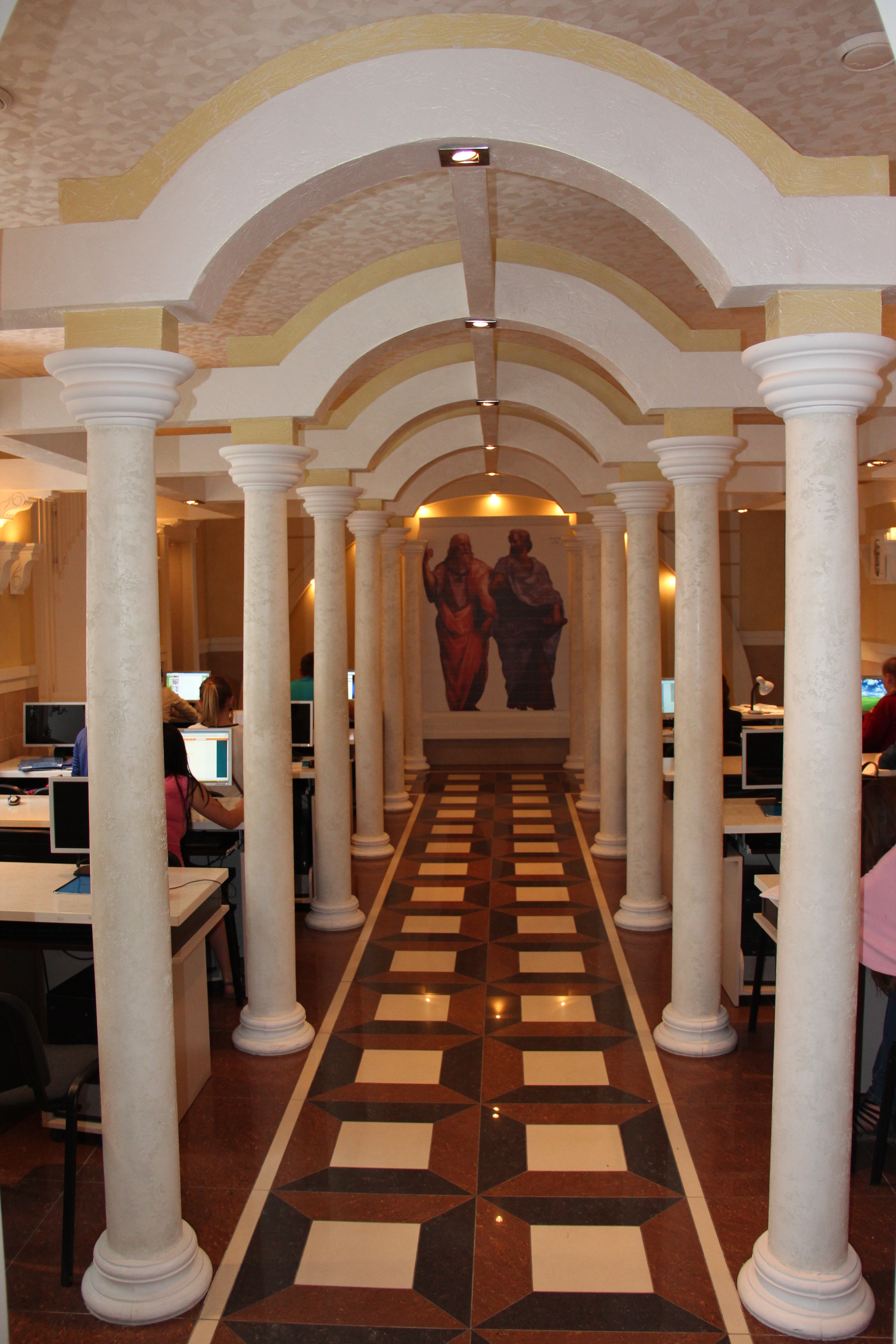
«Антична зала» бібліотечного комплексу ХКТЕІ

Філософія «Античної зали» — це візуальне засвідчення того факту, що греко-римська цивілізація є фундаментом цивілізації західноєвропейської.
Візуальні образи зали української писемності — латинська та кирилична абетки, сторінки Пересопницько-Двірецького Євангелія, портрети І.Котляревського, Г.Сковороди, І.Франка, Л.Українки формують уявлення про вагомі етапи формування сучасної української мови та державності. Завершальним етапом у формуванні експозиції зали стало розміщення репродукції картини видатного українського художника Івана Марчука «Пробудження».
Шевченківська зала — присвята фундаментальному внеску Т. Г. Шевченка у становлення української мови. Зала прикрашена копіями офортів та відомих картин генія, а також репродукціями картин-ілюстрацій до поетичних творів поета, присвячених українській освіті.
У бібліотечному комплексі відбуваються студії гуртків гуманітарного спрямування, тут працює інтелектуальний студентський клуб «Ерудит», готуються міні-п'єси студії історичних реконструкцій «Хмельниччина мистецько-історична», відбуваються презентації топ-праць з актуальних аспектів ведення бізнесу, розвитку сервісної економіки, гуманітаристики.
З 2018 року при бібліотеці ХКТЕІ діє клуб знавців фахової літератури «Інтелектуальний тренд», представниками професорсько-викладацького колективу проводяться щотижневі презентації топ-книг фахової літератури.
Інститутська програма «Інформаційне середовище», що функціонує в бібліотеці, призначена для швидкої адаптації майбутніх фахівців до сучасних вимог ринку праці, ґрунтується на вивченні та застосуванні під час практичних занять інформаційних та інтернет-технологій у різних галузях сервісної економіки.

## Мистецькі проекти ХКТЕІ
У 2010 році було започатковано реалізацію проекту «Від мистецтва — до освіти і науки», очолюваного народним артистом України Миколою Балемою. Проект об'єднав студентський хор «Прибузькі солов'ї», вокальну студію «Сузір'я мрій», хореографічну студію «Модерн», студію історичних реконструкцій і туризму «Хмельниччина мистецько-історична», гурток ерудитів-інтелектуалів «Еврика», літературну студію «Дивослово».

## Нагороди та репутація
За багаторічну інноваційну педагогічну діяльність з модернізації освіти України навчальний заклад удостоєний почесного звання МОНУ та Академії педагогічних наук «Лідер сучасної освіти» (лютий 2008), а в березні 2014 року Хмельницький кооперативний торговельно-економічний інститут нагороджений золотою медаллю Міжнародної виставки «Сучасні заклади освіти — 2014» у номінації «Педагогічна майстерність — домінанта професійної дії вчителя, викладача».
За підсумками 2017 року Міністерством молоді і спорту України мистецькі проекти ХКТЕІ було визнано кращими практиками роботи з молоддю і опубліковано у «Каталозі кращих практик молодіжної роботи в Україні — 2017».
Репутацію ХКТЕІ підтверджують більше ніж 40 тис. висококваліфікованих фахівців — випускників вищого навчального закладу з 1957 року. Серед випускників ХКТЕІ — народні депутати України Олександр Володимирович Герега (меценат, співзасновник національної мережі гіпермаркетів будівельних матеріалів «Епіцентр К»), Сергій Іванович Мельник (міський голова міста Хмельницького у 2006—2014 роках).